# QRT
QRT（Qube Research & Technologies）是一家总部位于伦敦的量化分析投资管理公司。
2016年末，瑞士信貸集團位於倫敦的量化与资产管理部门成立Qube基金。 2017年，该基金从瑞士信贷剥离。 2018 年，该基金的管理团队對該基金進行管理层收购，該基金又更名为 Qube Research & Technologies。  